# Josh Jackson
Joshua O'Neal Jackson (ur. 10 lutego 1997 w San Diego) – amerykański koszykarz, występujący na pozycjach rzucającego obrońcy lub niskiego skrzydłowego.
W 2016 wystąpił w dwóch meczach gwiazd szkół średnich – McDonalds All-American i Nike Hoop Summit, w tym pierwszym został nagrodzony tytułem MVP.
7 lipca 2019 trafił w wyniku wymiany do Memphis Grizzlies.
1 grudnia 2020 został zawodnikiem Detroit Pistons. 10 lutego 2022 trafił w wyniku wymiany do Sacramento Kings.

## Osiągnięcia
Stan na 26 października 2023, na podstawie, o ile nie zaznaczono inaczej.
NCAA
- Uczestnik rozgrywek Elite Eight turnieju NCAA (2017)
- Mistrz sezonu zasadniczego konferencji Big 12 (2017)
- Najlepszy pierwszoroczny zawodnik konferencji Big 12 (2017)[7]
- MVP turnieju CBE Hall of Fame Classic (2017)
- Zaliczony do:
  - I składu:
    - Big 12 (2017)
    - Freshman All-America (2017 przez Sporting News)
    - najlepszych:
      - pierwszorocznych zawodników Big 12 (2017)
      - nowo przybyłych zawodników Big 12 (2017)

    - turnieju CBE Hall of Fame Classic (2017)
    - All-American (2017 przez kapitułę Woodena)

  - II składu All-American (2017 przez Sporting News, USA Today, NBC Sports, CBS)
  - III składu All-American (2017 przez Associated Press, NABC)

NBA
- Zaliczony do II składu debiutantów NBA (2018)[8]

Reprezentacja
- Mistrz:
  - świata U–19 (2015)
  - świata U–17 (2014)
  - Ameryki U–16 (2013)